# Мёрсдорф (Тюрингия)
Мёрсдорф (нем. Mörsdorf) — община в Германии, в земле Тюрингия.
Входит в состав района Заале-Хольцланд. Подчиняется управлению Хермсдорф. Население составляет 439 человек (на 31 декабря 2010 года). Занимает площадь 6,92 км².